# Каналы Великобритании

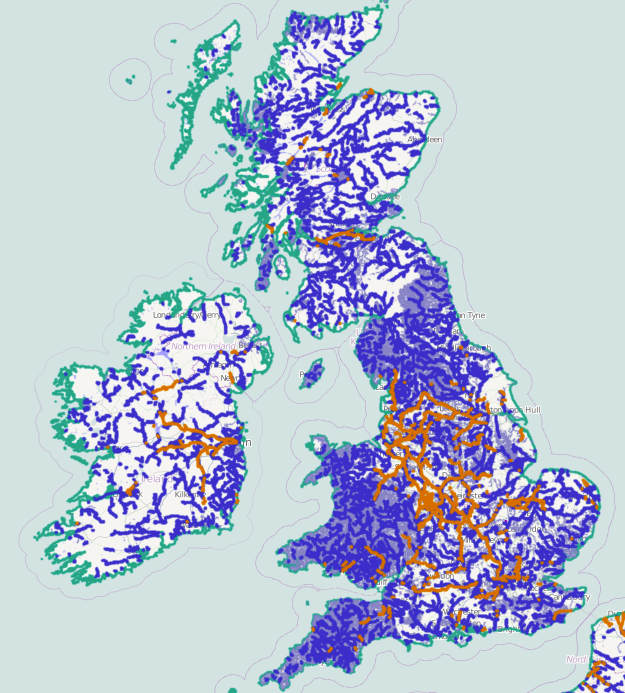
Карта водных путей Великобритании и Ирландии. Каналы показаны оранжевым, реки синим, ручьи серым.

Каналы Соединенного Королевства являются важной частью сети внутренних водных путей Соединенного Королевства. У них богатая история. Их использование предназначалось для орошения и транспортировки грузов. Каналы способствовали Промышленной революции. Сегодня они используются в основном для туристических развлечений, несмотря на период забвения: вновь открываются заброшенные и бесхозные каналы и организуются новые маршруты. Большинство каналов в Англии и Уэльсе обслуживаются организацией Canal & River Trust, ранее British Waterways. Часть каналов находится в частной собственности.
В Англии первый судоходный канал «Сэнки», соединивший угольные копи Сент-Хеленса с рекой Мерси, был построен еще в 1757 году, но вскоре потребности развивавшей промышленности вызвали необходимость развития сети каналов, прежде всего для доставки каменного угля. В 1761 году был построен Бриджуотерский канал, соединивший шахты в Уорсли с Манчестером. С этого времени началась так называемая каналомания. Выдающийся строитель каналов в Англии Джеймс Бриндли предложил строить каналы без перепадов высот. Такое нововведение позволяло отказаться от шлюзов. Построенный им Бриджуотерский канал начинается от подземного шахтного горизонта и идет к Манчестеру, пересекая долину реки Эруэлл по Бартонскому акведуку (в конце XIX века заменён на единственный в мире поворотный мост-акведук). Современники называли этот канал восьмым чудом света.

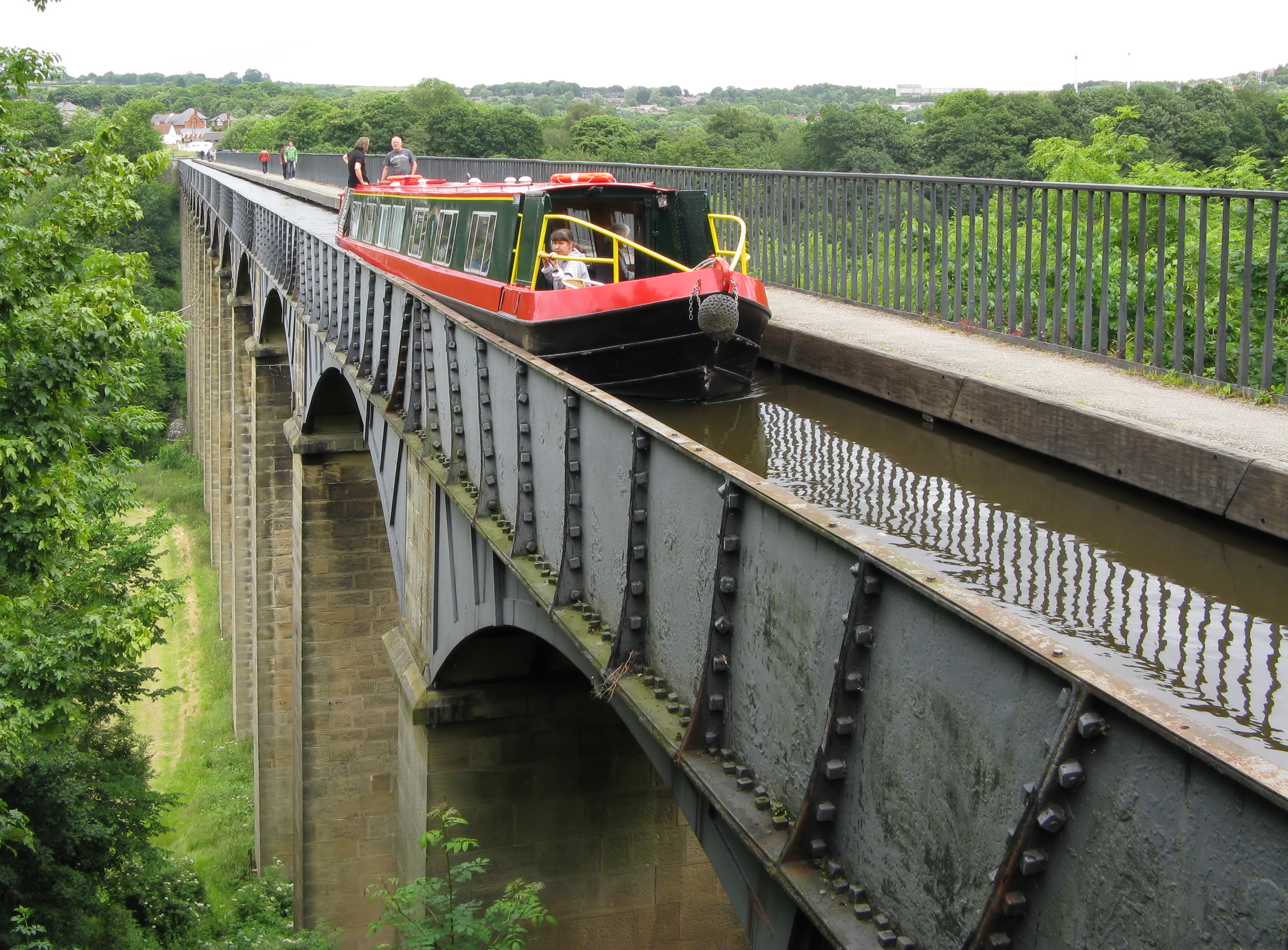
Акведук Понткисиллте

В 1805 году был построен канал Лланголлен, соединивший город Лланголлен в Уэльсе с сетью каналов Англии, с акведуком Понткисиллте, который является самым длинным и высоким акведуком в Великобритании.
Большинство каналов Соединенного Королевства рассчитаны на суда длиной от 55 до 72 футов (17—22 м) (см. Нэрроубот). Но было среди них и исключение: один специально построенный канал, Манчестерский канал, который резко отличается ото всех прочих. Будучи открытым в 1894 году, это был самый большой судоходный канал в мире. Он позволял судам длиной до 600 футов (183 м) преодолевать 36-мильный (58 км) маршрут от Ирландского моря до Манчестера.
В 1946 году с целью сохранения, использования, обслуживания, восстановления и развития канального и речного судоходства Великобритании была создана Ассоциация внутренних водных путей. 